# Georg Rimpler
Georg Rimpler (auch: Georg Rümpler; * 1636 in Leisnig, Kurfürstentum Sachsen; † 3. August 1683 in Wien) war ein berühmter Festungsbauer und Mineur im 17. Jahrhundert.
Bekannt wurde er insbesondere durch die Verstärkung der Festung Wien zur Zweiten Wiener Türkenbelagerung. Sein technisches Wissen trug wesentlich dazu bei, dass die Stadt gehalten werden konnte, bis das Entsatzheer eintraf. Nach einer der ersten Minen der Türken wurde er bei einem Gegenangriff der Wiener am 25. Juli 1683 verwundet und starb in der Nacht vom 2. auf den 3. August 1683.

## Kindheit
Georg Rimpler wurde etwa 1636 in Leisnig als Sohn eines Weißgerbergesellen geboren. Beim großen Stadtbrand von Leisnig 1637 infolge des Dreißigjährigen Kriegs kamen seine Eltern und später seine Schwester ums Leben. Außerdem wurden bei diesem Brand seine Geburtsunterlagen vernichtet, sodass sein genaues Geburtsdatum unbekannt ist. Nach dem Brand lebte er bei seiner Großmutter. Bei seinem Pflegevater, einem Bruder seines Vaters, erlernte er das Weißgerber-Handwerk. Doch gab er dieses auf und finanzierte sich mit den Geldern seiner Familie ein Studium. Er belegte Mathematik, Fortification, Geschichte, alte Kriegsgeschichte, Logik, Dialektik und Rhetorik. Die Reichsstadt Nürnberg galt damals als „Schule der Kriegskunst“ und verfügte als die am schwersten befestigte Stadt des Reiches über eine hochspezialisierte Waffenproduktion. Einer der Lehrer Rimplers war der berühmte Zeugmeister Hanns Carl (auch Johann Carl) (1587–1665). Geschützmodelle aus seiner Produktion stehen heute noch im Nürnberger Germanischen Museum.

## Lehrjahre

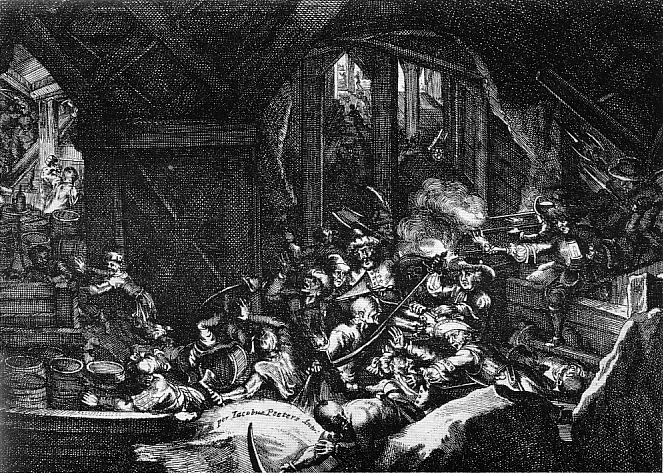
Minenkrieg
Kupferstich von Jacobus Peeters

1655 ließ sich Rimpler von Schweden für den Krieg gegen Polen anwerben und kämpfte bei der Belagerung von Riga mit. Er gewann hier erste Eindrücke vom Festungsbau. Nach 1660 studierte er Festungsbau in Nürnberg bei Georg Christian Gorck. 1665 und 1666 war er als Leutnant und Pionieroffizier wieder in schwedischen Diensten bei der Belagerung von Bremen. 1669 kämpfte er als Hauptmann für die Republik Venedig in den letzten Monaten der Belagerung von Candia. Der Doge von Venedig verlieh ihm den höchsten Orden des Stadtstaates. Im Gefolge des schwedischen Generals Otto Wilhelm Graf Königsmarcks schiffte er sich nach Candia ein und wurde bei braunschweigisch-lüneburgischen Hilfstruppen in der Bastion St. Andrea eingesetzt. Hier vervollständigte Georg Rimpler sein Wissen vom Mineurwesen und Festungsbau. Die Belagerung war zu einem riesigen Minenkrieg ausgeartet, der bis zum Ersten Weltkrieg einzigartig blieb. Diese Belagerung wurde für ihn zu einer Feuerprobe. Bei einem Minenangriff wurde Georg Rimpler von einer türkischen Fornell (Mine) schwer verletzt und kam knapp mit dem Leben davon. Die Zustände bei der Truppe waren noch grauenvoller und die Kriegsführung war extrem unmenschlich. Später wird er in einem seiner Bücher klagen: „Wie schwer es doch die Generalität lerne, mit ihrem kostbarsten Material, nämlich dem Soldatenblut umzugehen. Es ist unverantwortlich, dass man das unschuldige und redliche Volk so auf die Schlachtbank führt. Die Infanterie als die Seele und das Leben der Festung so vorsetzlich in den Tod zu schicken, ist ein großes Versehen.“

## Meister des Festungsbaus
1670 bis 1674 schrieb er an seinen beiden Werken Ein dreyfacher Tractat von den Festungen und Befestigte Festung. In diesen Büchern verwarf er die alte Befestigungsart, Städte und Festungen mit umlaufenden und zusammenhängenden Mauern und Gräben zu umgeben, und schlägt stattdessen einzelne Forts um die Stadt vor – und zwar in solcher Anzahl und Nähe, dass eines von den anderen aus beschossen werden kann. Ein Angreifer wäre dadurch genötigt, alle Teile der Festung einzeln zu belagern und zu stürmen, bevor er die Stadt hätte nehmen können. Diese Form der Verteidigung wird auch als die Innere Defension benannt. Verwirklichen konnte Georg Rimpler seine Manier nicht.
- 1672 nahm er an der Belagerung von Duisburg, Nimwegen, Crévecoeur, Bommel auf der französischen Seite teil
- 1673 ab der Belagerung von Bonn nahm er immer auf der kaiserlichen Seite teil
- 1674 bei der Belagerung von Grave,
- 1675 bei der Belagerung von Trier,
- 1676 bei der Belagerung von Philippsburg
- 1677 bei der Belagerung von Stettin

Bei Stettin lernte er Kaiser Leopold I. und Herzog Karl V. von Lothringen kennen. Er war damit im deutschen Sprachraum bekannt und hatte einen ausgezeichneten Ruf als Festungsbauer und Mineur.

## Zweite Wiener Türkenbelagerung

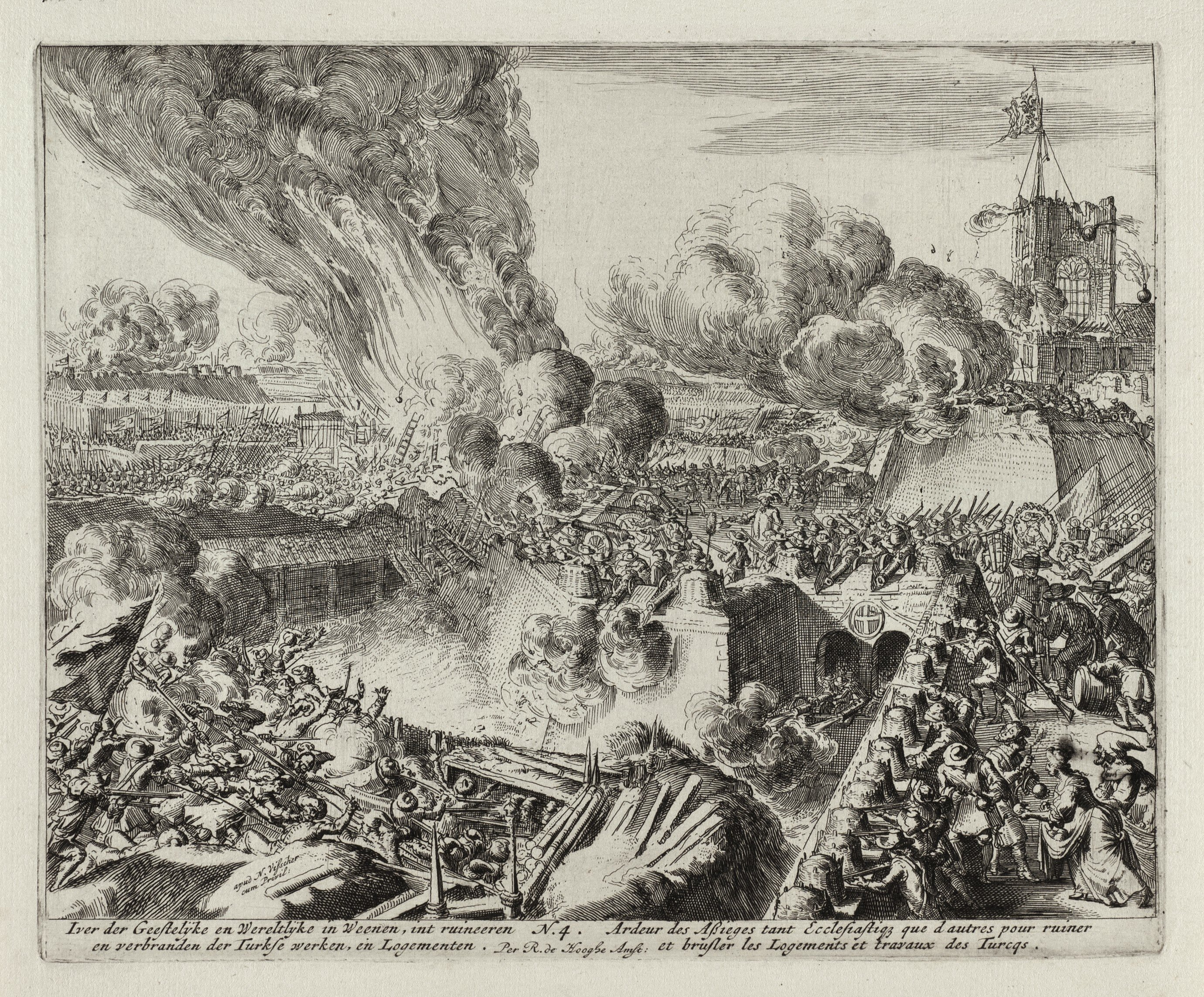
Angriff der Türken auf das belagerte Wien
Radierung von Romeyn de Hooghe

Im April 1682 wurde er für 2000 Gulden von Kaiser Leopold I. vorerst beim Heere des Hofkriegsraths-Präsidenten Feldmarschalls Markgrafen Herrmann von Baden zur Verstärkung der Festungen gegen die Türken von Leopoldstadt, Raab, Preßburg, Komorn bis Wien als Oberstleutnant und Chef des Ingenieurwesens in Dienst gestellt. Die meisten baulichen Maßnahmen zur stärkeren Befestigung der Städte gehen auf Georg Rimpler zurück. Die Überlegungen waren, die türkische Streitmacht von Raab bis Wien zu brechen und die geschwächten türkischen Truppen mit einem Entsatzheer zurückzuschlagen. Ab diesem Jahr wirkte unter seiner Führung Daniel Suttinger am Ausbau der Festungsanlagen Wiens mit, der später einen detaillierten Plan der 2. Türkenbelagerung Wiens erstellte.
Georg Rimpler erkannte richtig, dass der Hauptangriff der Türken bei der Festung Wien zwischen Burgbastei und Löwelbastei stattfinden würde. Er ließ diesen Abschnitt besonders verstärken, errichtete Kaponniere und eine Künette im Graben. Die Wiener Stadtmauer, die Bastionen, Ravelins und die Kontereskarpe wurden ausgebessert und erhielten an der Face Schießscharten für die Artillerie. Der gedeckte Weg wurde mit Palisaden verstärkt. Auf ihn geht die Trennung und Abteilung der Festungsteile zurück, um bei Eroberung eines Abschnittes die Besetzung der ganzen Anlage zu verhindern.
Am 25. Juli sprengten die Türken eine Mine vor der Löwelbastei und warfen einen großen Mauerabschnitt der Kontereskarpe in den Graben. Beim Gegenangriff der Wiener zur erneuten Befestigung dieses Abschnittes wurde Georg Rimpler am linken Arm verwundet. Die Wunde war an sich nicht schwer, doch unter den unzulänglichen medizinischen Verhältnissen verschlimmerte sich sein Zustand, und er verstarb wenige Tage später in der Nacht vom 2. zum 3. August 1683. Er wurde zusammen mit Tausenden Verteidigern und Zivilisten, die an Kampfhandlungen und Seuchen zugrunde gegangen waren, bestattet. Wo sein Grab liegt, weiß heute niemand.
Auch nach seinem Tod wurde Wien nach seinen Ideen und Grundsätzen verteidigt. So bauten die Wiener Anfang September 1683 die ersten Straßenzüge zu einer weiteren Verteidigungslinie aus, die aber nicht mehr benötigt wurde.

## Rimplers Werke
- Ein dreyfacher Tractat von den Festungen (1671, publiziert 1673)
- Befestigte Festung, Artillerie und Infanterie mit drei Treffen in Bataille gestellt (1674 in Franckfurt)
- Beständiges Fundament zu Fortificiren und Defendiren (1674 in Frankfurt/Main)[5]

### Kritik an seinen Werken
Über seine Schriften gehen die Ansichten weit auseinander. Viele nennen ihn einen die Kunst des Befestigungswesens fördernden, berühmten Kriegsbaumeister und reformierenden, fortifikatorischen Schriftsteller, der kein Nachahmer oder Anhänger der herrschenden italienischen und niederländischen Systeme gewesen sei und als ein Vorläufer von Marc-René de Montalembert bezeichnet werden könne. Schon sein Zeitgenosse, Freund und Kampfgefährte Oberst und Ingenieur Scheichter, mit welchem Rimplers Tätigkeit mitunter verwechselt wird, bemerkte andererseits, dass man vielleicht manche Vorschläge Rimplers günstiger beurteilen würde, wenn man wüsste, was er gewollt habe und wenn er seine Ideen durch Zeichnungen erläutert hätte. Gewiss ist es, dass Rimpler nie nach seinen eigenen Ideen arbeitete und somit seine Gedanken und Vorschläge nur den Gegenstand von Erörterungen bildeten und bilden.
Auf der anderen Seite meinte man, Rimpler sei überschätzt worden, und begründet dies unter Hinweis auf seine zwei Werke. Diese enthalten nämlich: I. Rimplers neuerfundene Befestigungsmanier, II. Rimplers Erkenntnis über die Bedeutung des Mauerhohlbaues, und stehen somit im Gegensatze zueinander, denn Rimplers Auffassung von den Wichtigkeiten des Hohlbaues ist nicht zu einem Festungssystem ausgereift und macht keinen wesentlichen Gebrauch vom Hohlbau.
Trotzdem habe Rimpler im letzten Abschnitte seines ersten Werkes bereits Erkenntnisse niedergeschrieben, die man erst 90 Jahre später unter Montalembert voll erkannt hat. Und so lässt sich schließlich sagen, Rimpler sei eine mit vielen geistigen Anlagen ausgestattete Persönlichkeit gewesen, die mit Rücksicht auf deren unvollständige Ausbildung dennoch als Militär und Ingenieur unter den Verhältnissen der damaligen Zeit denkwürdig hervorgetreten sei.

## Spuren von Georg Rimpler
- Im 18. Wiener Gemeindebezirk Währing erinnert noch heute die Rimplergasse an ihn.
- In Leisnig gibt es den Georg-Rümpler-Weg.